# KRename
 (janvier 2018).
KRename est un logiciel KDE qui permet de renommer plusieurs fichiers et répertoires en une seule fois. Beaucoup de distributions Linux qui utilisent Plasma comme environnement de bureau incluent par défaut le logiciel KRename [réf. nécessaire].

## Caractéristiques
- Renommage de fichiers et de répertoires par lot
- Renommer tous les fichiers d'un répertoire de façon récursive
- Ignorer les fichiers cachés lors du changement de nom
- Modification de la casse : MAJUSCULES, minuscules, ou Seulement La Première Lettre
- Ajouter un préfixe et/ou un suffixe aux noms de fichiers
- Rechercher et remplacer des parties de noms de fichiers (les expressions régulières sont prises en charge)
- Ajouter des nombres ordonnés aux noms de fichiers (valeur de départ, incrémentation, saute définissable)
- Changement de propriétaire et des permissions des fichiers
- Modification des droits d'accès et modification de la date et de l'heure des fichiers
- Distribuer les fichiers renommés à des répertoires nouvellement créés. (fichiers par répertoire et format de numérotation des répertoires définissable)
- Extraction des informations ID3 à partir de fichier MP3/ogg
- Extraction des informations Exif à partir de fichiers image
- Ajouter la date et l'heure actuelle à un nom de fichier
- Modifier les extensions de fichier
- Annuler le renommage
- Renommage manuel des fichiers de votre choix
- Est intégré à Konqueror, Krusader, Dolphin
- Utilisation de JavaScript
- Translittération